# 세키메역
세키메역(일본어: 関目駅, せきめえき)은 일본 오사카부 오사카시 조토구에 소재하는 게이한 전기철도 게이한 본선의 역이다. 오사카 시영 지하철 이마자토스지 선 세키메세이이쿠 역과 인접하여 환승이 된다. 역 번호는 KH06이다.

## 역사
- 1931년 10월 14일: 영업 개시.
- 1933년 12월 29일: 복선화.
- 1939년 4월 27일: 역 구내에서 1000계 차량과 1105F(3량 편성)이 실화로 전소됨[1].
- 1943년 10월 1일: 회사 합병.
- 1949년 12월 1일: 회사 분할.
- 1991년 9월: 8량화 공사 준공.
- 1999년
  - 4월: 교토 방면 승강장에 엘리베이터 설치 및 사용 개시, 다목적화장실도 사용 개시.
  - 12월 24일: 오사카 방면 승강장에 엘리베이터 설치 및 사용개시.
- 2006년 12월 24일: 오사카 시영 지하철 이마자토스지 선의 개업으로 세키메세이이쿠 역과 환승역이 됨.
- 2009년 4월: 승강장에 열차접근표시기를 설치함.
- 2014년 3월 24일: 승강장에 이상 통보 장치 설치[2].
- 2016년 3월 15일: 사고 정보 등을 실시간으로 알리는 "여객 안내 장치" 설치.

## 역 구조
통과선(A선) 2개를 사이에 둔 상대식 승강장 2면 2선의 고가역. 개찰구는 1층에, 승강장은 2층에 있다. 개찰구는 남북으로 1개씩 설치되어 있다. 전후의 역과 같이 통과선에 승강장은 없고, 외측 2선(B선)에 승강장이 있다.
장애인 전용 엘리베이터 2기, 다목적 화장실이 1개 있다.

### 승강장
| 번호 | 노선          | 방향 | 행선                                          |
| ---- | ------------- | ---- | --------------------------------------------- |
| 1    | ■ 게이한 본선 | 상행 | 모리구치시・주쇼지마・산조・데마치야나기 방면 |
| 2    | ■ 게이한 본선 | 하행 | 교바시・요도야바시・나카노시마 방면           |

※ 두 승강장의 유효 길이는 8량으로 2008년 3월 승강장의 번호 표시가 부여되었다. 다만, 자동 방송 번호 안내는 없다.

## 이용 현황
| 연도별 1일 평균 하차 승차 인원 | 연도별 1일 평균 하차 승차 인원 | 연도별 1일 평균 하차 승차 인원 | 연도별 1일 평균 하차 승차 인원 |
| 연도                           | 특정일                         | 특정일                         | 1일 평균 승차 인원             |
| 연도                           | 하차 인원                      | 승차 인원                      | 1일 평균 승차 인원             |
| ------------------------------ | ------------------------------ | ------------------------------ | ------------------------------ |
| 1995년                         | 22,414                         | 11,090                         | 12,920                         |
| 1996년                         | -                              | -                              | 11,811                         |
| 1997년                         | -                              | -                              | 11,032                         |
| 1998년                         | 19,946                         | 10,052                         | 10,604                         |
| 1999년                         | -                              | -                              | 10,602                         |
| 2000년                         | 19,215                         | 9,606                          | 10,350                         |
| 2001년                         | -                              | -                              | 10,048                         |
| 2002년                         | 17,826                         | 9,038                          | 9,786                          |
| 2003년                         | 17,515                         | 8,774                          | 9,451                          |
| 2004년                         | 16,931                         | 8,417                          | 9,236                          |
| 2005년                         | 16,424                         | 8,253                          | 9,215                          |
| 2006년                         | 15,943                         | 8,048                          | 8,312                          |
| 2007년                         | 16,037                         | 8,172                          | 8,323                          |
| 2008년                         | 15,651                         | 7,853                          | 8,390                          |
| 2009년                         | 15,404                         | 7,655                          | 8,194                          |
| 2010년                         | 15,612                         | 7,837                          | 7,864                          |
| 2011년                         | 14,573                         | 7,306                          | 7,969                          |
| 2012년                         | 14,688                         | 7,366                          | 7,529                          |
| 2013년                         | 14,640                         | 7,364                          | 7,746                          |
| 2014년                         | 14,617                         | 7,259                          | 7,813                          |
| 2015년                         | 14,630                         | 7,331                          | 7,681                          |

## 역 주변
- 오사카 시영 지하철 다니마치 선 세키메타카도노 역 (약 200m)
- 오사카 시영 지하철 이마자토스지 선 세키메세이이쿠 역 (환승역)
- 국도 1호선
- 오사카 시립 세키메 소학교
- 세키메 4초메
- 세키메 6초메
- 오사카 산업대학 부속 중·고등학교
- 패밀리마트 세이이쿠 5초메점
- 세키메니시혼도리 상점가
- 세키메히가시 상점가
- 조토 세키메 우체국
- 오사카 부 경찰 본부 별관

## 인접역
| 게이한 전기철도 ■ 게이한 본선 | 게이한 전기철도 ■ 게이한 본선 | 게이한 전기철도 ■ 게이한 본선   |
| ----------------------------- | ----------------------------- | ------------------------------- |
| KH05 노에 요도야바시 방면     | ■ 보통                        | 모리쇼지 KH07 데마치야나기 방면 |